# Onthophagus menkaoensis
Onthophagus menkaoensis es una especie de insecto del género Onthophagus, familia Scarabaeidae, orden Coleoptera.

## Historia
Fue descrita científicamente por Walter & Cambefort en 1977.